# Кольбек, Фридрих
Фридрих Людвиг Вильгельм Кольбек (нем. Friedrich Ludwig Wilhelm Kolbeck; 12 января 1860, Дрезден — 6 февраля 1943, Фрайберг, Саксония) — немецкий минералог, профессор и ректор Горной академии во Фрайберге.

## Биография
После посещения школы «Annenschule» в Дрездене, с 1879 по 1883 год Фридрих Кольбек был студентом факультета естественных наук Лейпцигского университета; среди его преподавателей были Фердинанд Циркель, Густав Генрих Видеман, Йозеф Август Шенк, Рудольф Лейкарт и Вильгельм Максимилиан Вундт. В 1883 году, под руководством Циркеля, Кольбек защитил кандидатскую диссертацию.
В том же, 1883, году он перешел на кафедру инженерной техники в Фрайбергской горной академии и стал членом студенческого братства «Франкония Фрайберг» (Corps Franconia Fribergensis zu Aachen). 1 октября 1884 года Кольбек был назначен ассистентом, а 1 октября 1893 он стал доцентом. В 1896 году он получил позицию профессора во Фрайбурге: стал полным профессором минералогии в 1901 году, сменив на этом посту Альбина Вайсбаха (Albin Julius Weisbach, 1833—1901). С 1913 по 1915 год, а затем с 1922 по 1923 год Кольбек также являлся ректором Горной академии; вышел на пенсию 31 марта 1928 года. 11 ноября 1933 года Фридрих Кольбек был среди более 900 ученых и преподавателей немецких университетов и вузов, подписавших «Заявление профессоров о поддержке Адольфа Гитлера и национал-социалистического государства».

## Работы
- Porphyrgesteine des südöstlichen China, 1883
- Probirkunst mit dem Löthrohre-Eine vollständige Anleitung zu qualitativen und quantitativen Löthrohr-Untersuchungen, 1897—1927
- Lehrbuch der chemischen Technologie, 1900 (mit Hermann Ost)
- Tabellen zur Bestimmung der Mineralien mittels äusserer Kennzeichen 6.-13. Auflage (1903—1924)
- Synopsis mineralogia, 1906 (Herausgeber der 5. Auflage von Albin Weisbach)
- Das mineralische Museum der Bergakademie, 1916 (mit P. Berberich)
- Künstliche Nachbildung von Mineralien insbesondere Edelsteinen, 1922 (Rektoratsrede)